# 陕西省教育厅
陕西省教育厅是陕西省人民政府的组成部门、主管陕西省教育工作的省级教育行政部门。